# Delphyre nilammon
Delphyre nilammon là một loài bướm đêm thuộc phân họ Arctiinae, họ Erebidae.